# Onychorhynchus coronatus
El mosquero real (en México y Costa Rica) (Onychorhynchus coronatus), también denominado atrapamoscas real, atrapamoscas real amazónico (en Colombia y Venezuela), cazamoscas real (en Honduras), mosquero real (en Guatemala) o cazamoscas real norteño (en Nicaragua), es una especie de ave paseriforme de la familia Onychorhynchidae —aunque situado en Tityridae o en Oxyruncidae dependiendo de la clasificación adoptada—. Es nativo de México, América Central y América del Sur. 

## Distribución y hábitat
El grupo de subespecies mexicanus/fraterculus se distribuye desde el este y sur de México, por Belice, Guatemala, Honduras, Nicaragua, Costa Rica, Panamá, hasta el norte de Colombia y noroeste de Venezuela; occidentalis se encuentra en una pequeña región de la pendiente del Pacífico del oeste de Ecuador y noroeste de Perú; y el grupo coronatus/castelnaui se distribuye ampliamente por la cuenca del Amazonas y el escudo guayanés del sureste de Colombia, sur y este de Venezuela, Guyana, Surinam, Guayana Francesa, la totalidad de la Amazonia brasileña, este de Ecuador, este de Perú, hasta el norte de Bolivia.
Esta especie es considerada poco común en sus hábitats naturales: el sotobosque de selvas húmedas y caducifolias, donde prefiere las várzeas y áreas pantanosas cerca de cursos de agua; principalmente por debajo de los 1000 m de altitud.

## Descripción

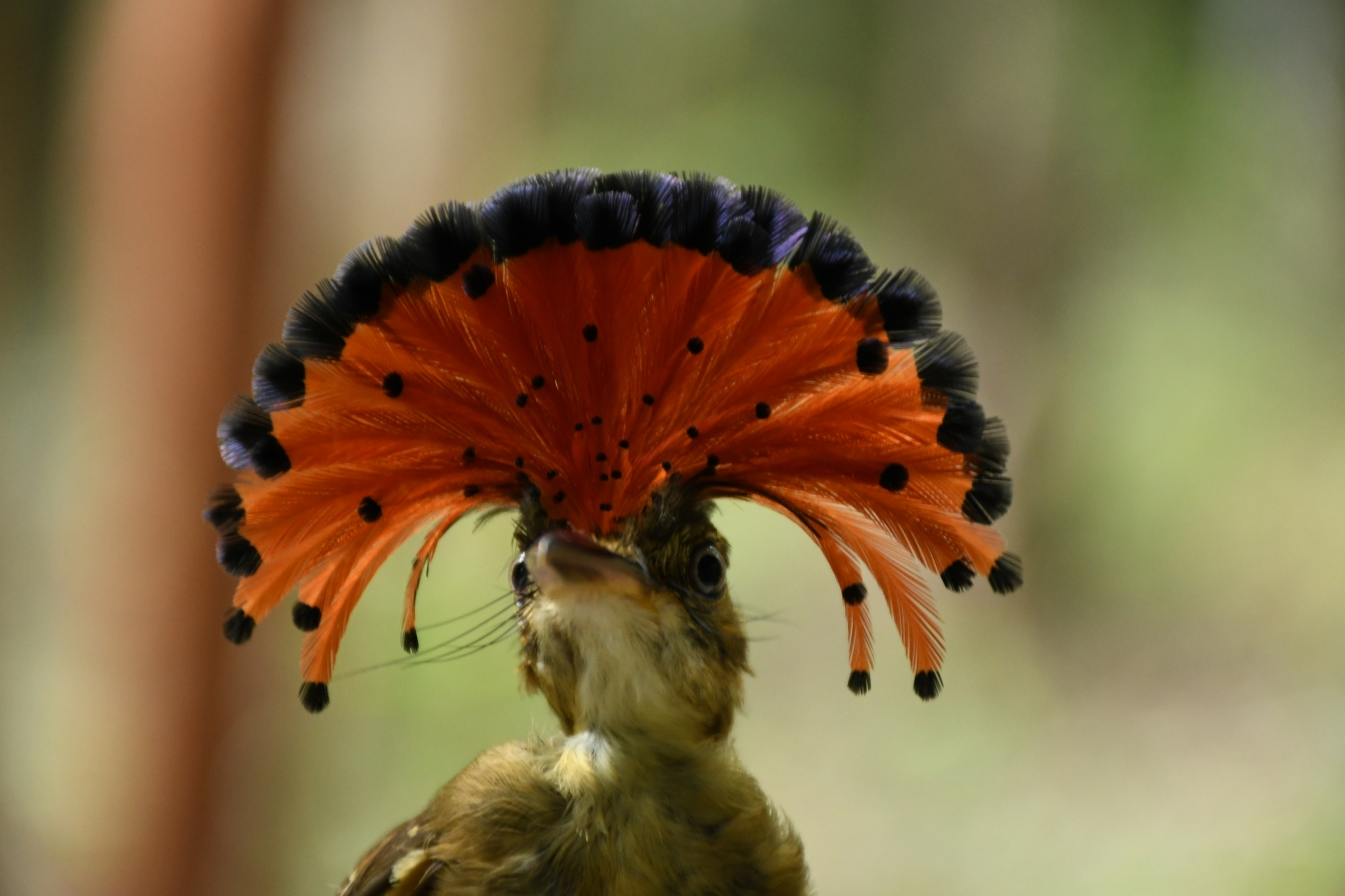
Onychorhynchus coronatus mexicanus, Campeche, México.

El mosquero real mide entre 15 y 17 cm de longitud. Sus partes superiores son principalmente pardo grisáceas con las motas de color crema sobre las coberteras de las alas. Su garganta es blanquecina y el resto de sus partes inferiores de su cuerpo, al igual que su obispillo y cola son de color ocre amarillento. El macho tiene un característico penacho en la cabeza en forma de abanico, que al desplegarse muestra plumas rojas con bordes superiores negros con irisaciones azules y algunas motas negras. En las hembras el rojo se sustituye por un color amarillo anaranjado.

## Sistemática

### Descripción original
La especie O. coronatus fue descrita por primera vez por el naturalista alemán Philipp Ludwig Statius Müller en 1776 bajo el nombre científico Muscicapa coronata; su localidad tipo es: «Cayena, Guayana Francesa».

### Etimología
El nombre genérico masculino «Onychorhynchus» se compone de las palabras del griego «ονυξ onux, ονυχος onukhos» que significa ‘garra’, y «ῥυγχος rhunkhos» que significa ‘pico’; y el nombre de la especie coronatus, en latín significa ‘coronado’.

### Taxonomía
Cada uno de los taxones geográficamente o de plumaje distintos dentro de Onychorhynchus han sido originalmente descritos como especies separadas, pero han sido generalmente unidos en una única especie, la presente, por diversos autores, aunque diversas sugestiones han sido hechas en relación con separaciones dentro del género con algunos autores considerando cuatro especies diferentes (O. coronatus, O. swainsoni, O. mexicanus y O. occidentalis) como Ridgely & Tudor (2009) y versiones anteriores del IOC y Aves del Mundo (HBW) y Birdlife International  (BLI). Sin embargo, las vocalizaciones parecen ser similares para todos con excepción de O. swainsoni del sureste de Brasil; segundo los estudios de Harvey et al. (2020) la divergencia más profunda sería entre O. swainsoni y los otros taxones. Con base en estas evidencias, tanto el IOC (que reconocía cuatro especies) como Clements/eBird (que reconocía solo una) desde el año 2023 reconocen la existencia de dos especies separadas (O. coronatus y O. swainsoni). Los recientes y posteriores estudios de Reyes et al. (2023) no solamente refuerzan esta antigua divergencia como también sugieren otras futuras separaciones.

### Subespecies
Según las clasificaciones del Congreso Ornitológico Internacional (IOC) y Clements Checklist/eBird se reconocen cinco  subespecies, con su correspondiente distribución geográfica:
- Grupo politípico mexicanus/fraterculus:
  - Onychorhynchus coronatus mexicanus (P.L. Sclater), 1857 – sur y este de México (sur de Veracruz, norte y sureste de Oaxaca) al sur hasta Panamá.
  - Onychorhynchus coronatus fraterculus Bangs, 1902 – norte de Colombia (al sur hasta el norte de Antioquia y norte de Santander) y noroeste de Venezuela (oeste de Zulia hasta Barinas).

- Grupo monotípico occidentalis:
  - Onychorhynchus coronatus occidentalis (P.L. Sclater), 1860 – oeste de Ecuador (fragmentadamente desde Esmeraldas al sur hasta El Oro) y extremo noroeste de Perú (Tumbes).

- Grupo politípico coronatus/castelnaui:
  - Onychorhynchus coronatus coronatus (Statius Müller), 1776 – del este de Venezuela hasta las Guayanas y el norte del Brasil amazónico.
  - Onychorhynchus coronatus castelnaui (Deville), 1849 – del sureste de Colombia al norte de Bolivia y oeste de Brasil (Amazonas).

La subespecie descrita O. coronatus orbygnianus {{a|Carriker, 1935 es un sinónimo de castelnaui.